# Інвернесс (аеропорт)
Аеропорт Інвернесс (шотл. гел. Port-adhair Inbhir Nis, англ. Inverness Airport) (IATA: INV, ICAO: EGPE) — міжнародний аеропорт знаходиться в Далкросс за 13 км NE від міста Інвернесс, Шотландія. Належить Highlands and Islands Airports Limited (HIAL). Аеропорт — головні ворота для подорожуючих на північ Шотландії, обслуговує велику кількість рейсів по всій Великій Британії, в Ірландію, а також чартерні і вантажні рейси в Європу.

## Авіалінії та напрямки
| Авіакомпанія            | Пункт призначення                                                                    |
| ----------------------- | ------------------------------------------------------------------------------------ |
| AlbaStar                | Сезонний чартер: Пальма-де-Мальорка                                                  |
| British Airways         | Лондон-Хітроу                                                                        |
| Corendon Dutch Airlines | Чартер: Амстердам                                                                    |
| easyJet                 | Бристоль, Лондон-Гатвік, Лондон-Лутон                                                |
| Flybe                   | Белфаст-Сіті, Бірмінгем Сезонний: Джерсі                                             |
| KLM                     | Амстердам                                                                            |
| Loganair                | Бенбекула, Берген, Дублін, Східний Мідландс, Керкволл, Манчестер, Сторновей, Самборо |
| TUI Airways             | Сезонний чартер: Пальма-де-Мальорка                                                  |

### Вантажні
| Авіакомпанія | Пункт призначення              |
| ------------ | ------------------------------ |
| Royal Mail   | Бенбекула, Единбург, Сторновей |

## Транспорт

### Автотранспорт
Аеропорт знаходиться за 14 км E від міста Інвернесс, неподалік від траси A96 Абердін — Інвернесс.
Таксі можна замовити в будівлі терміналу.

### Автобус
Між аеропортом, центром Інвернессу та Нарном курсують автобуси. До Інвернессу автобус відходить що півгодини, до Нарну — щогодини. Розклад, маршрути, вартість проїзду: .

### Залізничний транспорт
Незважаючи на те, що залізнична лінія прокладена неподалік від південного краю летовища, найближчі станції розташовані в Інвернесі та Нарні.

### Оренда автомобілів
Можлива оренда автомобіля від Avis та Hertz.